# Кангана Ранаут
Кангана Ранаут (гінді कंगना राणावत, англ. Kangana Ranaut, нар.. 23 березня 1987, округ Манді, Індія) — індійська акторка, знімається здебільшого у фільмах мовою гінді. Лауреатка Filmfare Awards і Національно кінопремії Індії в різних номінаціях.

## Життєпис
Кангана Ранаут народилася 23 березня 1987 року в Бхамла (нині Сураджпур), маленькому місті в окрузі Манді, штату Гімачал-Прадеш в родині представників раджпутів. Її мати Аша — вчителька, а батько Амардіп — бізнесмен. Також у неї є старша сестра Ранголі та молодший брат Акшат. Її прадід, Сарджу Сінгх Ранаут був членом Законодавчої асамблеї, а її дід був офіцером індійської адміністративної служби. Вона виросла у спільній родині у своєму родовому хавелі (маєтку) в Бхамбла і як вона описала своє дитинство як «просте та щасливе».
Вона не дотримувалася шаблонів, яких очікували від неї, і експериментувала з модою з раннього віку, часто поєднуючи аксесуари та одяг, які здавалися «ексцентричними» її сусідам. Кангана Ранаут навчалася у школі DAV у місті Чандігарх, вибравши природничі науки як основний предмет, відзначаючи, що вона була «дуже старанна» і «завжди параноїдально дбала […] про оцінки». Спочатку вона мала намір стати лікаркою за наполяганням батьків. Однак невдалий одиничний тест з хімії під час навчання у дванадцятому класі змусив її переглянути перспективи її кар'єри і, попри підготовку до Всеіндійського попереднього медичного тесту, вона не стала здавати іспит. Будучи сповненою рішучості знайти свої «місце і свободу», вона переїхала до Делі у 16 років. Її рішення не продовжувати навчання призвело до постійної ворожнечі з батьками, а її батько відмовився спонсорувати прагнення, яке вважав безцільним.
Переїхавши до Делі, вона не була впевнена, яку кар'єру вибрати. В цей час Elite Modeling Agency, вражені її зовнішністю, запропонували їй стати моделлю. Вона отримала кілька пропозицій моделінгу, але, в цілому, не була в захваті, оскільки виявила, що «не має можливості для творчості». Кангана вирішила сфокусуватися на акторській майстерності і приєдналася до трупи Asmita Theatrep, де вона навчалася під керівництвом театрального режисера Арвинда Гаурі.

## Кар'єра
У 2004 році продюсери Рамеш Шарму і Пахладж Нілані оголосили, що Кангана Ранаут дебютує у фільмі Діпака Шівдасані I Love You Boss. Наступного року агент взяв її в офіс продюсера і режисера Махеша Бхатта, де вона зустрілася з продюсером Анурагом Басу і пройшла прослуховування на головну роль у фільмі «Гангстер». Фільм мав критичний і комерційний успіх та приніс їй Filmfare Award за найкращу дебютну жіночу роль.
У 2007 році вийшла драма «Життя у великому місті», де вона зіграла Неху, співробітницю кол-центру, у якої роман з її одруженим босом. Попри провал у прокаті фільм показав себе як прибуткове підприємство.
У 2008 році Кангана дебютувала в Коллівуді у фільмі Dhaam Dhoom. Виробництво фільму було тимчасово призупинено, коли режисер помер від інфаркту, але знімальний персонал дозняв його. У тому ж році вона зіграла наркозалежну супермодель Шоналі Гуджрал у фільмі «В полоні у моди», головну роль в якому зіграла Пріянка Чопра. Фільм став орієнтиром в її кар'єрі. Він отримав комерційний успіх і приніс їй кілька кінонагород у категорії «найкраща акторка другого плану».
У 2013 році вона знялася у фільмі «Стрілянина у Вадалі» з Джоном Абрахамом у головній ролі. Режисер Санджай Гупта запропонував роль саме Кангане через її здатність виділятися у фільмі, де грають одні чоловіки, оскільки її персонажеп Відья Джоші була єдиною центральною жіночою роллю за сценарієм. Фільм мав комерційний успіх. Наприкінці того ж року вийшов у прокат фільм «Крріш 3», де її персонажка Кая — мутантка і спільниця головного лиходія.
У 2014 році вийшов фільм «Королева» (або «Відкриваючи світ»), який став головним фільмом в її кар'єрі, де вона виступила не тільки як акторка, але і як авторка діалогів. У фільмі розповідається історія Рані, наївної дівчини, яка вирушає у свій медовий місяць, коли її наречений скасовує їх весілля. За словами Кангани, ця роль була однією з найскладніших, оскільки риси характеру персонажки контрастували з її власними. Фільм і гра Кангани Ранаут отримали безліч похвали від критиків. Акторка також отримала кілька премій в категорії «краща жіноча роль», включаючи Filmfare і Національну кінопремію.
У 2017 році після річної перерви вийшов фільм Rangoon, де вона зіграла Джулію, акторку і каскадерку Боллівуду 1940-х років. Ця персонажка була заснована на реальній акторці — Безстрашній Наді. Заради зйомок вона вирушила в Нью-Йорк, щоб вивчити біографію персонажки, а потім на острів в Мексиці, щоб ознайомитись з виживанням поодинці. Однак фільм не знайшов відгуку в аудиторії. У тому ж році вийшов фільм Simran, де вона зіграла гуджаратську іммігрантку, що бере участь у злочинній діяльності в Америці, і який провалився в прокаті.У 2018 році очікувався вихід фільму Manikarnika—The Queen of Jhansi, байопік про королеві Джансі.

## Фільмографія
| Рік  |   | Українська назва                | Оригінальна назва               | Роль                                           |
| ---- | - | ------------------------------- | ------------------------------- | ---------------------------------------------- |
| 2006 | ф | Гангстер                        | Gangster                        | Сімран                                         |
| 2006 | ф |                                 | Woh Lamhe                       | Сана Азім                                      |
| 2007 | ф |                                 | Shakalaka Boom Boom             | Рухі                                           |
| 2007 | ф | Життя у великому місті          | Life in a… Metro                | Неха                                           |
| 2008 | ф |                                 | Dhaam Dhoom (там.)              | Схенбага                                       |
| 2008 | ф | У полоні у моди                 | Fashion                         | Схоналі Гурджал                                |
| 2009 | ф | Таємниця: Містерія триває       | Raaz: The Mystery Continues     | Нандіта Чопра                                  |
| 2009 | ф | Не втрачай надії                | Vaada Raha                      | Пуджа                                          |
| 2009 | ф | Одинокий вовк                   | Ek Niranjan (тел.)              | Саміра                                         |
| 2010 | ф | Повітряні змії                  | Kites                           | Джина Гровер                                   |
| 2010 | ф | Одного разу в Мумбаї            | Once Upon a Time in Mumbaai     | Рехана                                         |
| 2010 | ф |                                 | Knock Out                       | Нідхі Шрівастава                               |
| 2010 | ф |                                 | No Problem                      | Санджана                                       |
| 2011 | ф | Весілля Тану і Ману             | Tanu Weds Manu                  | Тануджа «Тану» Тріведі                         |
| 2011 | ф |                                 | Game                            | Сія Агніхотрі                                  |
| 2011 | ф | Завжди готовий!                 | Ready                           | Кіран                                          |
| 2011 | ф |                                 | Double Dhamaal                  | Кія                                            |
| 2011 | ф |                                 | Rascals                         | Кхуши                                          |
| 2011 | ф |                                 | Miley Naa Miley Hum             | Анішка Шрівастава                              |
| 2012 | ф | Некерований                     | Tezz                            | Нікіта                                         |
| 2013 | ф | Стрілянина у Вадалі             | Shootout at Wadala              | Від'я Джоші                                    |
| 2013 | ф | Крріш 3                         | Krrish 3                        | Кая                                            |
| 2013 | ф |                                 | Rajjo                           | Радджо                                         |
| 2014 | ф | Королева / Відкриваючи світ     | Queen                           | Рані Мехра                                     |
| 2014 | ф |                                 | Revolver Rani                   | Алка Сінгх                                     |
| 2014 | ф | Угруповання                     | Ungli                           | Мая                                            |
| 2015 | ф | Весілля Тану і Ману. Повернення | Tanu Weds Manu Returns          | Кусум «Датто» Сангван / Тануджа «Тану» Тріведі |
| 2015 | ф | Я люблю Новий рік               | I Love NY                       | Тікку Верма                                    |
| 2015 | ф |                                 | Katti Batti                     | Паял                                           |
| 2017 | ф |                                 | Rangoon                         | Julia                                          |
| 2017 | ф |                                 | Simran                          | Прафул Патель                                  |
| 2018 | ф |                                 | Manikarnika—The Queen of Jhansi | Рані Джансі                                    |

## Нагороди
| Нагороди | Нагороди                    | Нагороди                                 | Нагороди                        | Нагороди      |
| Рік      | Премія                      | Категорія                                | Фільм                           | Посил.        |
| -------- | --------------------------- | ---------------------------------------- | ------------------------------- | ------------- |
| 2007     | Filmfare Awards             | Найкращий жіночий дебют                  | Ганстер                         |               |
| 2007     | IIFA Awards                 | Зоряний дебют року (жінки)               | Ганстер                         | [ 39 ] [ 40 ] |
| 2007     | Screen Awards               | Найбільш багатообіцяючий новачок — жінки | Ганстер                         | [ 41 ]        |
| 2007     | Stardust Awards             | Суперзірка завтрашнього дня — жінки      | Ганстер                         |               |
| 2007     | Zee Cine Awards             | Кращий жіночий дебют                     | Ганстер                         | [ 42 ]        |
| 2009     | Filmfare Awards             | Краща жіноча роль другого плану          | В полоні у моди                 |               |
| 2009     | IIFA Awards                 | Краща жіноча роль другого плану          | В полоні у моди                 | [ 43 ]        |
| 2009     | Національна кінопремія      | Краща жіноча роль другого плану          | В полоні у моди                 |               |
| 2009     | Producers Guild Film Awards | Краща жіноча роль другого плану          | В полоні у моди                 | [ 44 ]        |
| 2015     | Filmfare Awards             | Краща жіноча роль                        | Королева / Відкриваючи світ     |               |
| 2015     | Національна кінопремія      | Краща жіноча роль                        | Королева / Відкриваючи світ     |               |
| 2015     | IIFA Awards                 | Краща жіноча роль                        | Королева / Відкриваючи світ     | [ 45 ]        |
| 2016     | Filmfare Awards             | Краща жіноча роль на думку критиків      | Весілля Тану і Ману. Повернення | [ 46 ]        |
| 2016     | Національна кінопремія      | Краща жіноча роль                        | Весілля Тану і Ману. Повернення | [ 47 ]        |